# Terraza de los Elefantes
La Terraza de los Elefantes es un sitio arqueológico situado en el interior de Angkor en Camboya. Lleva su nombre debido a los relieves de estos animales que aparecen en su base. Situado al norte del Bayón, está orientado hacia el este, en acceso directo con la entrada oriental de Angkor Thom y es también conocida como Puerta de la Victoria. El complejo de Angkor, incluida la Terraza de los Elefantes, fue declarado Patrimonio de la Humanidad por la Unesco en 1992.
El uso principal de esta terraza era, a modo de escenario, para las ceremonias reales tras conseguir la victoria en una batalla. El rey, situado en el centro de la misma, contemplaba la marcha militar de sus generales y soldados victoriosos. A lo largo de la terraza sus concubinas bailaban como si de apsaras se tratara.
Actualmente la Terraza de los Elefantes contiene una réplica del apodado Rey Leproso; la escultura original se encuentra en el Museo Nacional de Phnom Penh.

## Galería

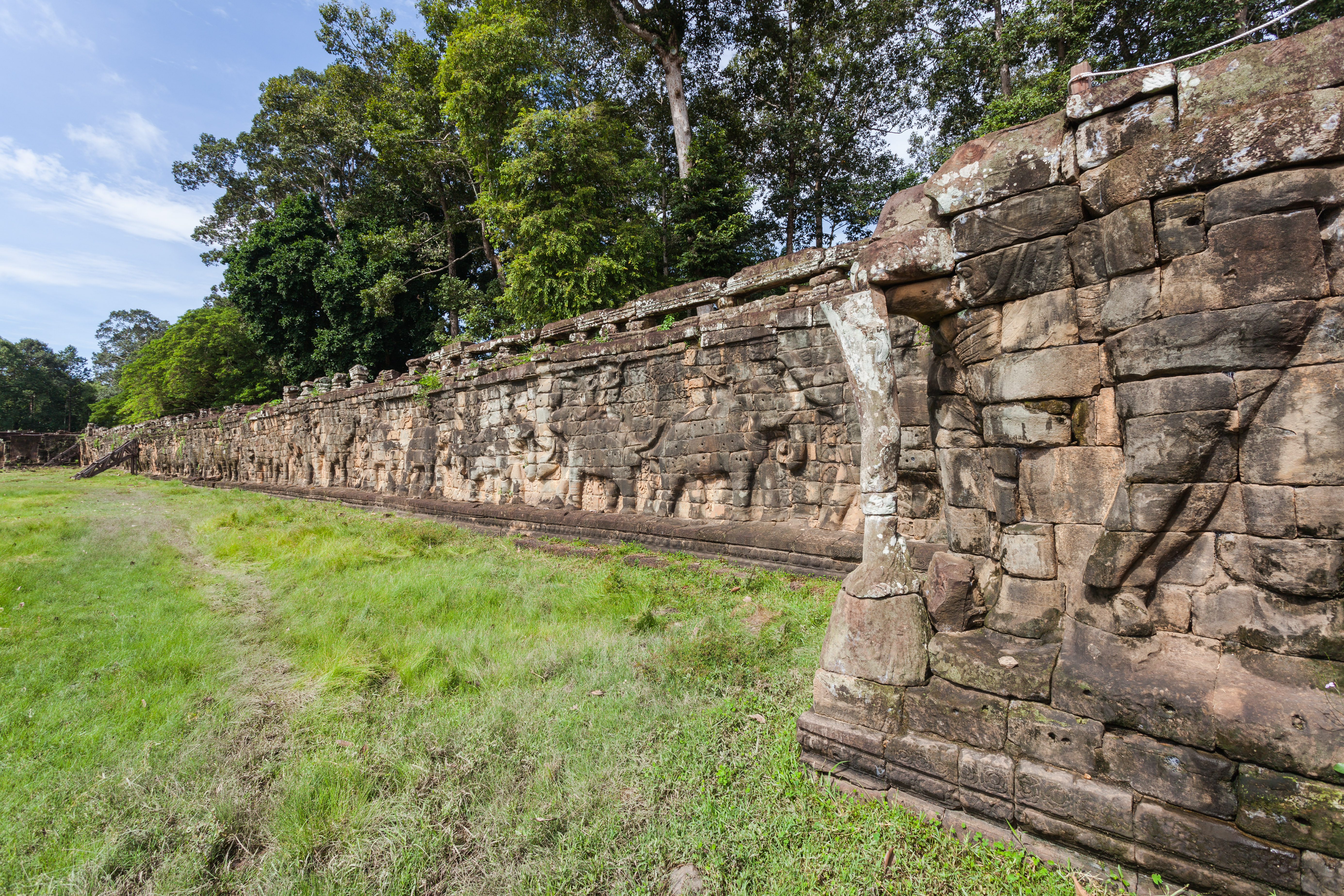
Pared de la plataforma.
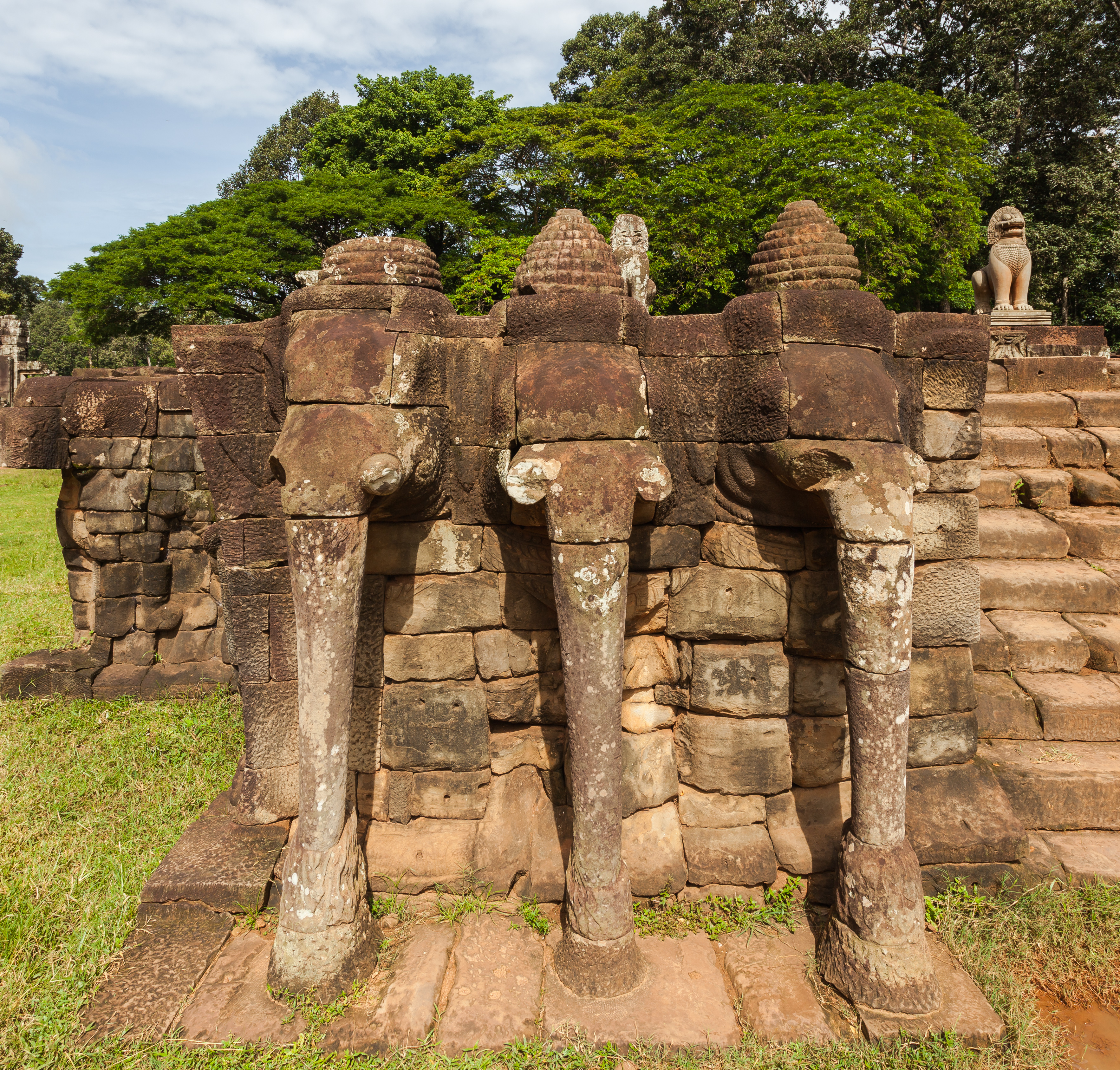
Detalle de los elefantes.
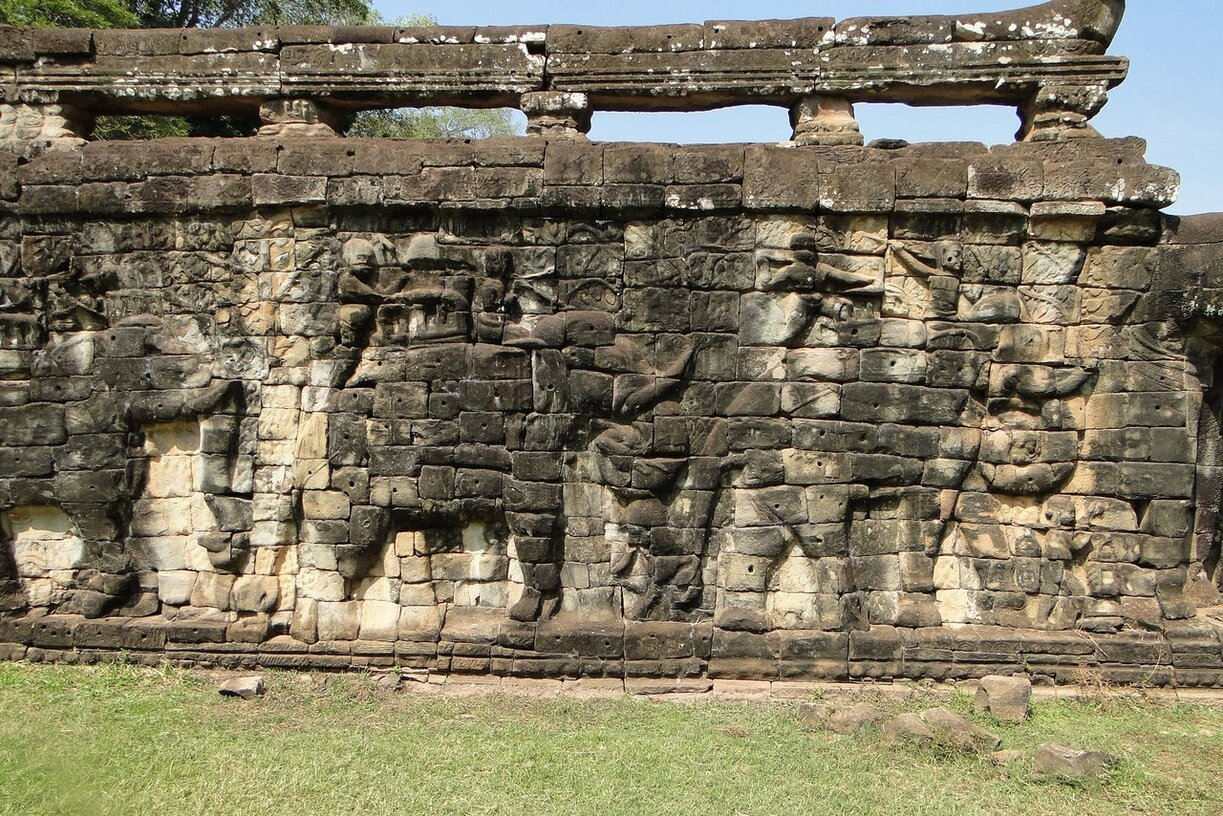
Imágenes de elefantes en la pared de la terraza.
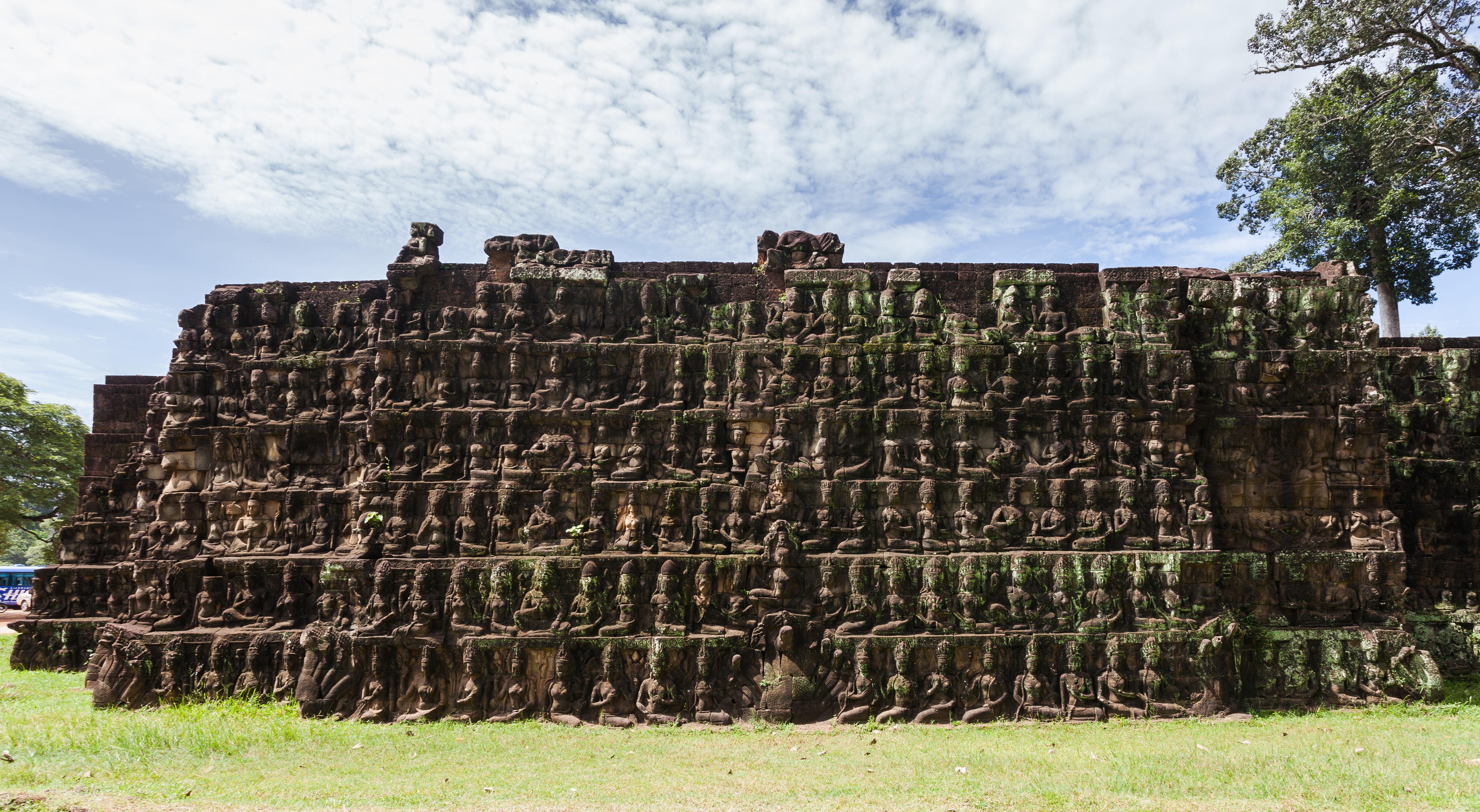
Detalle del lateral de la terraza.